# Matthew Porretta
Matthew Charles Porretta, född 29 maj 1965 i Darien, Connecticut, är en amerikansk skådespelare. Hans föräldrar Frank Porretta II och Roberta Palmer är båda operasångare. Hans mor var "Miss Ohio" 1956. Alla hans syskon är på ett eller annat sätt inblandade i underhållningsbranschen. 
Matthew har två bröder, Frank III och Greg, och två systrar Anna och Roberta. Han är yngst av tre bröder. När Matthew var ung var han utbildad och tränad gymnast. När han sökte rollen som Robin Hood, gjorde han en baklängesvolt vilket uppenbarligen hjälpte honom att få rollen, han använder ofta sina volter i serien. 
Han tränade även sin röst i Manhattan School of Music, och framträdde bland annat i Broadway i bra föreställningar som Les Misérables och West Side Story.
Hans far gjorde honom sällskap i andra säsongen av Robin Hoods nya äventyr, där han spelar Andrew MacGregor, Robins tränare och mentor. Hans bror Greg hade också rollen som Sir Guy of Gisbourne.

## Filmografi (urval)
- 1993 – Robin Hood – karlar i trikåer
- 1993 – Beverly Hills (TV-serie)
- 1995 – Dracula – död men lycklig
- 1997 – Robin Hoods nya äventyr, som Robin Hood (23 avsnitt, 1996–1998)